# 秋澀系
秋澀系（アキシブ系）是指擁有源自曾流行於1990年代的澀谷系之音樂性和流行性的音樂，被使用於動畫歌曲、偶像歌曲並浸透入秋叶原系，以此現象定義為日本流行音樂的一種音樂類型的造語。亦可理解為澀谷系次文化與秋葉系御宅族文化的融合。

## 概要
約2006年中期出現，但確實的語源已不可考。其後於2007年9月21日發售的合輯出現此詞，而開始被音樂業界正式使用。同年11月14日，則被收錄於日本新語辭典《現代用語的基礎知識》。

## 主要藝人
- Perfume
- ROUND TABLE featuring Nino
- YMCK
- Dimitri from Paris
- 石濱翔
- 大久保薫
- 神前暁
- 坂本真綾
- 佐高陵平
- セラニポージ
- 田中秀和
- 橋本由香利
- 花澤香菜
- ヒャダイン
- 牧野由依
- AYUSE KOZUE
- CooRie
- marble
- MONACA
- Sonic Coaster Pop
- でんぱ組.inc